# Columnea urbanii
Columnea urbanii är en tvåhjärtbladig växtart som beskrevs av William Thomas Stearn. Columnea urbanii ingår i släktet Columnea och familjen Gesneriaceae. Inga underarter finns listade i Catalogue of Life.